# House of Blues

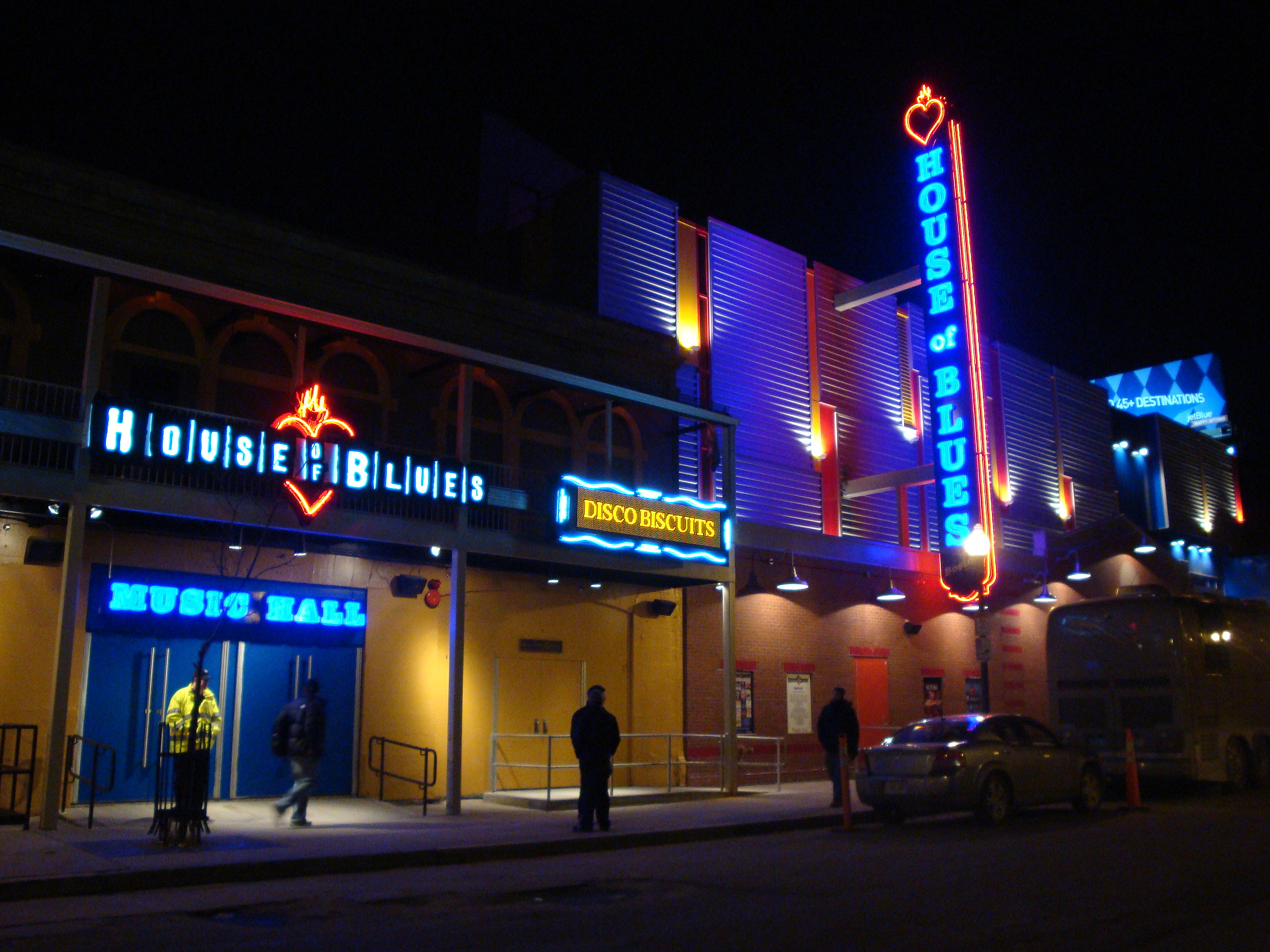
L'House of Blues di Boston

L'House of Blues (letteralmente la "casa del blues"), talvolta abbreviata in HoB, è una catena di locali fondata nel 1992 da Dan Aykroyd e dal suo amico Isaac Tigrett.
La società è stata originariamente finanziata da Dan Aykroyd, Aerosmith, Paul Shaffer, River Phoenix e James Belushi, tra gli altri. Tigrett, uno dei cofondatori dell'Hard Rock Cafe, contribuì in particolare infondendo alla catena il suo amore per i valori umani: "Help Ever, Hurt Never" ("aiuta sempre, non fare mai del male") è il gospel che viene utilizzato come sigla dell'HoB.
La prima House of Blues della catena fu fondata a Cambridge nel Massachusetts. Anche Jim Belushi, fratello di John, grande amico di Aykroyd e suo partner prima in televisione al Saturday Night Live e poi al cinema in 1941: Allarme a Hollywood e Blues Brothers, scomparso prematuramente, partecipa attivamente alla gestione ed alla promozione della catena di locali.
In origine, la House of Blues era stata concepita come ristorante con musica dal vivo; in seguito al grande successo del concerto di inaugurazione, Aykroyd e soci decisero di riprogettare la House of Blues come sala da concerti con bar e ristorante.
La catena si è diffusa nella maggior parte delle città americane, ed esistono piani per farla approdare anche in Europa (probabilmente a partire da Parigi). Quando non viene specificato altrimenti, per House of Blues si intende solitamente il locale di punta della catena situato a Chicago, al piano terra delle Marina Towers.
Nel suo monologo comico del 1999 "You Are All Diseased", George Carlin suggeriva spesso che la House of Blues dovrebbe essere bruciata dai neri per vendicare le chiese dei neri bruciate dai bianchi.
In Italia i diritti di sfruttamento dell'immagine e del marchio della House of Blues sono stati acquistati da Zucchero Fornaciari, il quale li ha riproposti durante il Black Cat World Tour.